# دافيد باتانيرو
دافيد باتانيرو (بالإسبانية: David Batanero) (27 سبتمبر 1988 ببرشلونة في إسبانيا - ) هو لاعب كرة قدم إسباني في مركز الوسط. لعب مع نادي تيراسا ‏.

## روابط خارجية
- دافيد باتانيرو على موقع اتحاد السويد (السويدية)
- دافيد باتانيرو على موقع قاعدة بيانات كرة القدم.إي يو (الإنجليزية)
- دافيد باتانيرو على موقع Soccerway.com (الإنجليزية)